# Mártha-Papp Ilona
Mártha-Papp Ilona (Bukarest, 1935. szeptember 30. –) erdélyi magyar szemész, orvosi szakíró, Mártha Ivor felesége.

## Életútja
A brassói Magyar Vegyes Líceumban érettségizett (1953), a marosvásárhelyi OGYI általános orvosi fakultásán szerzett diplomát (1959). Orvosi pályáját Nyárádkarácsonyfalván kezdte (1959-61), Marosvásárhelyen a Szemészeti Klinika orvosa, ahol szak- majd főorvosi vizsgát tett, a II. számú Poliklinikán szemész szakorvos (1962-80), a Szemészeti klinika főorvosa 1980-tól. Tagja az Európai Glaucoma Társaságnak. Kutatási területe a gyermekkori kancsalság, született szembeteg gyermekek rehabilitációja, reumás betegek szemészeti szövődménye, szemfenék-idegsebészet. Dolgozatait számos hazai és külföldi tudományos gyűlésen mutatta be.

## Kötete
- Gyermekeink szeme (társszerzésben Fodor Ferenccel, Kolozsvár, 1983).